# Ярмук
Ярмук (араб. نهر اليرموك — Nahr Al-Yarmuk, івр. נהר הירמוך — Nehar HaYarmukh, грец. Hieromax) — річка в Ізраїлі, Йорданії та Сирії, найбільша притока річки Йордан. Річка Ярмук стікає з плато Хауран, та є найбільшою з трьох приток, що впадають до Йордану між Тиверіадським озером та Мертвим морем. Уздовж частини течії річки проходить державний кордон між Ізраїлем та Йорданією та між Сирією та Йорданією вище за течією. Річка також вважається південною межею Голанських висот.
Річка також відома Ярмукською битвою 636 року, у якій війська Арабського халіфату перемогли Візантійську імперію.